# I. Bonifác pápa
I. Bonifác vagy Szent Bonifác (latinul: Bonifacius), (? – 422. szeptember 4.) volt a 42. egyházfő a keresztény egyház élén. 418. december 28-án kezdhette el pontifikátusát, és haláláig töltötte be hivatalát. Uralkodása eleinte ellenállásba ütközött, majd ezt megoldva neki is a különböző eretnek irányzatok ellen kellett harcolnia.

## Élete
Rómában született, és a papi pályán már I. Ince pápa idején nagy tisztelet övezte. Tekintélye akkor teljesedett ki, amikor a pápa Konstantinápolyba küldte Bonifácot. Mindennek ellenére a római zsinat nem választotta meg őt egyértelműen a keresztény egyház élére. III. Constantius római császár ugyanis nem támogatta Bonifác megválasztását, így Eulalius személyében ellenpápát állítottak. A császár felesége, Galla Placidia azonban Bonifác pártjára állt, és arra kérte férjét, hogy valahogy rendezze a keresztények zavaros helyzetét. Ennek hatására a császár rendeletet adott ki, amelyben mindkét egyházi vezetőt kitiltotta Rómából. A következő húsvétra azonban Eulalius visszatért a szent városba, hogy pontifikálja az ünnepi misét. A császári parancsot megszegte, ezért III. Constantius megfosztotta pápai rangjától, és száműzte Róma városából. Így Bonifác egyedül tölthette be az egyházfői hivatalt.
Miután visszaállt a rend Bonifác lefektette azt a szabályt, amely szerint ha a választó zsinaton nem tudnak egyezségre jutni a felek, és két pápát választanak, akkor semmissé kell nyilvánítani a választás eredményét, és új embert kell megtenni a keresztény „nyáj” élére. Egyházpolitikájában elődei útját folytatta, tehát védelmezte a római központúságot és szembeszállt a pelagianizmussal. Hippói Szent Ágoston egyik eretnekségellenes művét neki ajánlotta. 422. szeptember 4-én halt meg. Szentként tisztelik, és ünnepnapját október 25-én tartják.

## Művei
- Documenta Catholica Omnia (latin nyelven). [2018. október 21-i dátummal az eredetiből archiválva]. (Hozzáférés: 2011. december 6.)